# Kanton Case-Pilote-Bellefontaine
Kanton Case-Pilote-Bellefontaine is een voormalig kanton van het Franse departement Martinique. Kanton Case-Pilote-Bellefontaine maakte deel uit van het arrondissement Saint-Pierre en telde 5.923 inwoners (2007). Het kanton had een oppervlakte van 30,33 km² en een dichtheid van 195 inwoners per vierkante kilometer. Het werd zoals alle kantons van Martinique opgeheven op 1 januari 2016.

## Gemeenten
Het kanton Case-Pilote-Bellefontaine omvatte de volgende gemeenten:
- Bellefontaine
- Case-Pilote (hoofdplaats)